# Pouteria megaphylla
Pouteria megaphylla är en tvåhjärtbladig växtart som beskrevs av Terence Dale Pennington. Pouteria megaphylla ingår i släktet Pouteria och familjen Sapotaceae.
Artens utbredningsområde är Ecuador. Inga underarter finns listade i Catalogue of Life.